# Puerto deportivo de Oropesa

Contraseña de la provincia marítima de Castellón a la que pertenece.

El Puerto Deportivo de Oropesa del Mar se sitúa en el municipio de Oropesa del Mar, en la provincia de Castellón (España). Cuenta con 706 amarres deportivos, para una eslora máxima permitida de 15 m, siendo su calado en bocana de 4 m.
- Este club cuenta con el distintivo de Bandera Azul desde 1993 (I.S.O.14001).

## Instalaciones
Servicios de Traveliff, Grúa, Gasolinera 24h, Lavandería, Zona de Puerto Seco para Invernar Embarcaciones, Servicios de Remolcaje de Barcos hasta 6 millas náuticas, Escuela de Vela Homologada, Pista de Padel y Piscina Exclusiva para sus socios.

## Distancias a puertos cercanos
- Puerto Deportivo de Benicarló 21,5 mn
- Puerto Deportivo Las Fuentes 13,5 mn
- Club Náutico de Burriana 13,5 mn
- Club Náutico de Castellón 8,5 mn

## Actividad deportiva
Existen tres modalidades deportivas: Pesca, Vela y Kayak de Mar.